# Barry Fitzgerald
William Joseph Shields (sinh ngày 10 tháng 3 năm 1888 – 4 tháng 1 năm 1961), thường được biết đến với nghệ danh Barry Fitzgerald, là một nam diễn viên người Ireland. Với sự nghiệp trải dài gần bốn thập kỷ, ông xuất hiện trong các tác phẩm điện ảnh nổi bật như Bringing Up Baby (1938), The Long Voyage Home (1940), How Green Was My Valley (1941), The Sea Wolf (1941), Going My Way (1944), None but the Lonely Heart (1944) và The Quiet Man (1952). Với phim Going My Way, ông vừa đoạt giải Oscar cho nam diễn viên phụ xuất sắc nhất, vừa được đề cử giải Oscar cho nam diễn viên chính xuất sắc nhất cho chính vai diễn ấy. Ông là anh trai của nam diễn viên người Ireland Arthur Shields. Năm 2020, ông được xếp thứ 11 trong danh sách những diễn viên điện ảnh vĩ đại nhất Ireland của The Irish Times.

## Thân thế

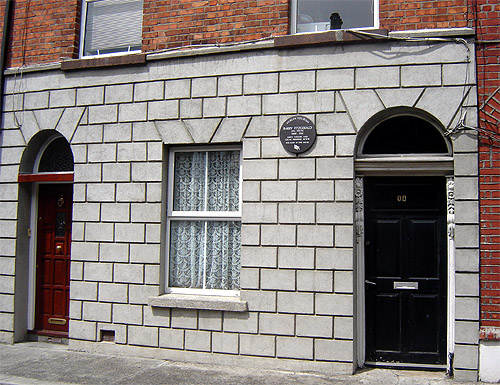
Nơi Fitzgerald chào đời, nằm trên Đường Walworth, Portobello, Dublin

Tên khai sinh của Fitzgerald là William Joseph Shields, ông sinh ra tại Đường Walworth, Portobello, Dublin, Ireland. Ông là con trai của Fanny Sophia (nhũ danh Ungerland) và Adolphus Shields. Cha ông là người Ireland, còn mẹ ông là người Đức. Ông là anh trai của nam diễn viên người Ireland Arthur Shields.
Fitzgerald theo học Đại học Skerry's College tại Dublin rồi đi làm công vụ, bắt đầu với vị trí nhân viên văn phòng cấp dưới tại Hội đồng Thương mại Dublin vào năm 1911. Sau đó ông đi làm ở văn phòng không tuyển người, ông chia sẻ: "Đúng là công việc dễ mà, cực kỳ nhàn rỗi".

## Sự nghiệp

### Nhà hát Abbey
Với sự quan tâm đến diễn xuất, ông bắt đầu có mặt tại các hội kịch nghệ nghiệp dư như Kincora Players. Ông cùng cậu em trai Arthur Shields đến Abbey vào năm 1915. Ông chọn nghệ danh Barry Fitzgerald để tránh rắc rối với cấp trên trong công vụ. Tại Abbey, Fitzgerald có cơ hội được sắm một số vai trong các vở kịch như The Casting Out of Martin Whelan và một vai nói có bốn từ trong The Critic.
Tại Abbey, ông có vai diễn đột phá vào năm 1919, khi có mặt trong vở The Dragon của Lady Gregory. Tuy nhiên, trước năm 1929, ông vừa tiếp tục theo đuổi diễn xuất làm nghề bán thời gian, vừa giữ công việc ở công vụ vào ban ngày. Ông từng đóng trong The Bribe, An Imaginary Conversation, John Bull's Other Island và một số vở diễn khác. Năm 1924, mức lương của Fitzgerald tại Abbey là 2/10 bảng Anh (£) một tuần. Năm ấy, ông có mặt trong buổi ra mắt toàn thế giới vở Juno and the Paycock của nhà viết kịch Seán O'Casey. Fitzgerald thủ vai Đại úy Jack Boyle.
Năm 1925, ông nhận được nhiều lời tán dương nhờ màn diễn xuất trong vở Paul Twyning. Một năm sau, ông có mặt trong buổi ra mắt vở The Plough and the Stars với vai Fluther Good. Vở kịch dấy lên sự tranh cãi, gây bạo loạn và biểu tình. Một đêm nọ vào tháng 2 năm 1926, ba tay súng xuất hiện nhà mẹ Fitzgerald, đinh bắt cóc công và ngăn vở kịch được công diễn, nhưng lại không tìm được ông. Năm 1926, Fitzgerald có mặt trong vở The Would-Be Gentleman. Tại Abbey, ông sắm vai trong các vở kịch khác gồm The Far Off Hills, Shadow of a Gunman và The Playboy.
O'Casey từng sáng tác một vai dành riêng cho Fitzgerald trong vở The Silver Tassie, song nó bị nhà hát Abbey từ chối. Vở diễn được đưa vào sản xuất ở Luân Đôn vào năm 1929. Fitzgerald quyết định bỏ việc ở công vụ để tham gia khâu sản xuất. Ở tuổi 41, ông trở thành diễn viên toàn thời gian.

### Diễn xuất chuyên nghiệp
Fitzgerald sắm vai đầu tay trong phim Juno and the Paycock (1930) của Alfred Hitchcock, được ghi hình ở Luân Đôn. Đầu năm 1931, Fitzgerald đi lưu diễn ở Anh trong lúc sản xuất Paul Twyning. Tháng 6 năm ấy, ông trở về Ireland để trình diễn vở kịch tại Abbey. Từ năm 1931 đến 1936, ông có mặt trong ba vở kịch của nhà viết kịch người Ireland Teresa Deevy. Ba vở kịch gồm A Disciple, In Search of Valour và Katie Roche – hay còn được xem là tác phẩm kịch của Nhà hát Abbey.
Năm 1932, Fitzgerald trở về Hoa Kỳ cùng các nghệ sĩ Abbey Players, để xuất hiện trong Things That Are Caesar's và The Far-off Hills. Năm 1926, Fitzgerald có mặt trong vở The Would-Be Gentleman. Tại Abbey, ông sắm vai trong các vở kịch khác gồm The Far Off Hills, Shadow of a Gunman và The Playboy. Fitzgerald đóng trong phim câm ngắn của Ireland mang tên Guests of the Nation – được phát hành duy nhất ở Ireland vào năm 1935. Trước năm 2011, phim không được trình chiếu hay phân phối ngoài thị trường Ireland.

### Hollywood
Tháng 3 năm 1936, Fitzgerald và thành viên khác của Abbey đặt chân đến Hollywood để sắm vai trong phiên bản điện ảnh của The Plough and the Stars (1936), do John Ford làm đạo diễn. Fitzgerald quyết định nán lại ở Hollywood, khi mà ông sớm tìm được công việc ổn định làm diễn viên phụ. Ông sắm các vai phụ trong Ebb Tide (1937) tại Paramount, Bringing Up Baby (1938) tại RKO, Four Men and a Prayer (1938) do John Ford đạo diễn cho 20th Century-Fox và The Dawn Patrol (1938) tại Warner Bros.
Năm 1934, Fitzgerald và the Players trở về Hoa Kỳ để thực hiện một loạt các vở kịch được công diễn khắp đất nước. Các vở kịch ấy gồm The Plough and the Stars, Drama at Inish, The Far-off Hills, Look at the Heffernans, The Playboy of the Western World, The Shadow of the Glen, Church Street, The Well of the Saints và Juno and the Paycock. Sau Full Confession, Fitzgerald trở lại sân khấu Broadway với Kindred  (1939–40) và một bản làm lại vở Juno and the Paycock (1940) với 105 buổi biểu diễn.
Trở lại Hollywood, Fitzgerald đã tái ngộ với John Ford trong phim The Long Voyage Home (1940). Ông xuất hiện trong phim San Francisco Docks (1940) của Universal và The Sea Wolf (1941) của Warner Bros., rồi làm thêm một phim nữa với Ford là How Green Was My Valley (1941) cho hãng Fox. Tiếp đó ông đóng phim Tarzan's Secret Treasure (1941) của Metro-Goldwyn-Mayer.
Fitzgerald và Shields đóng chung trong vở Tanyard Street (1941) của Broadway. Vở diễn do Shields làm đạo diễn, chỉ được công diễn trong thời gian ngắn. Tuy nhiên, màn diễn cá nhân gây chú ý của Fitzgerald đã rất xuất sắc. Tạp chí The New York Times ví ông là "hiện thân của tinh thần hài kịch. Mọi người bắt đầu bật cười vào lúc ông trưng khuôn mặt liếc xéo của mình trên sân khấu." Trở lại Hollywood, Fitzgerald sắm vai trong hàng loạt bộ phim của Universal: The Amazing Mrs. Holliday (1943), Two Tickets to London (1943) và Corvette K-225 (1943).

### Going My Wayvà vươn tầm ngôi sao

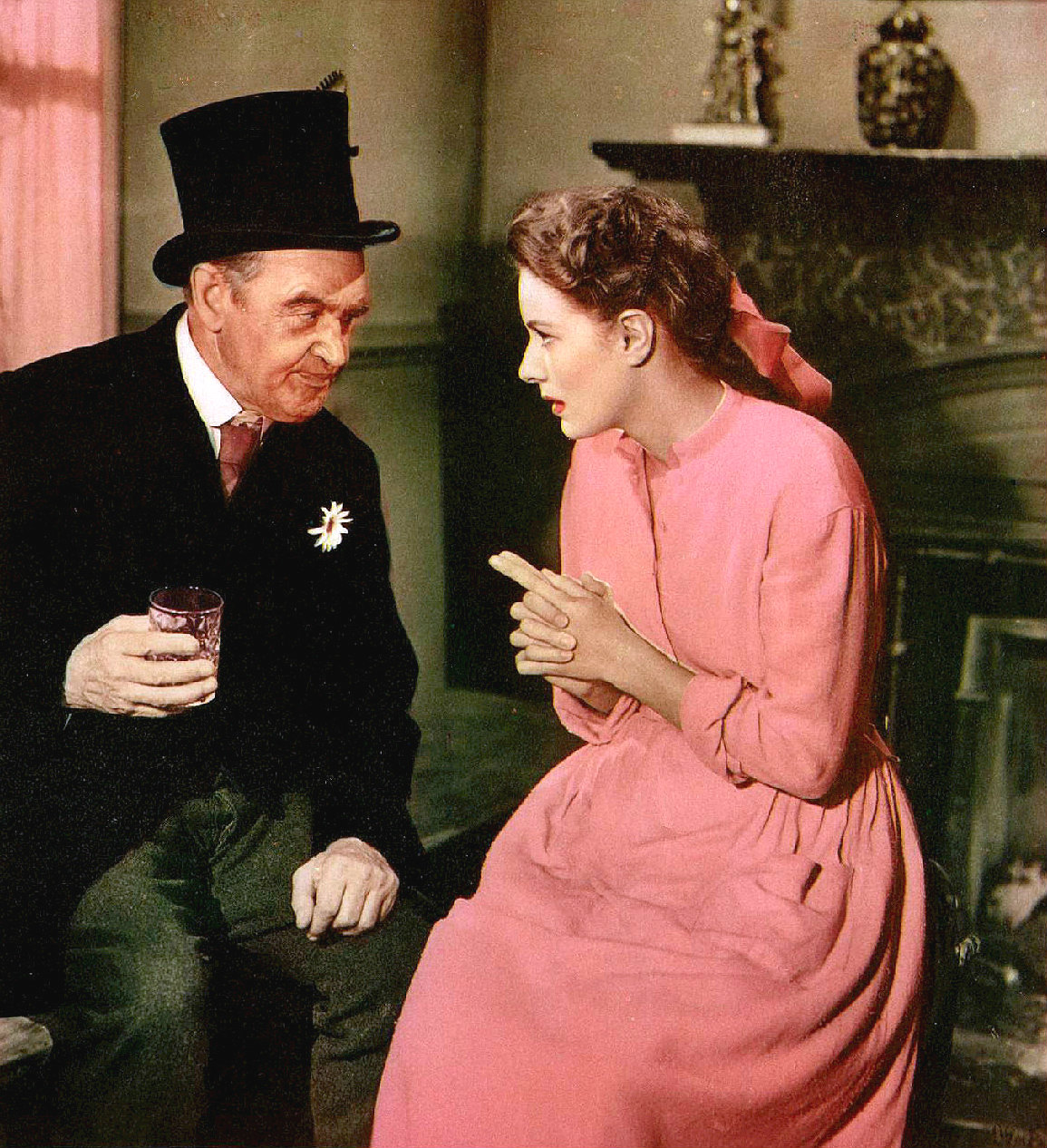
Fitzgerald và Maureen O'Hara trong phim The Quiet Man (1952)

Fitzgerald bất ngờ được chọn đóng chính khi Leo McCarey tuyển mộ ông cùng Bing Crosby cùng sắm vai trong phim Going My Way do Paramount phát hành vào năm 1944. Tác phẩm gặt hài thành công lớn và diễn xuất vai Cha Fitzgibbon của Fitzegrald nhận được đề cử giải Oscar cho nam diễn viên phụ xuất sắc (giành chiến thắng chung cuộc) và giải Oscar cho nam diễn viên chính xuất sắc. Luật bầu chọn đã bị thay đổi ngay sau sự việc này để ngăn trường hợp hai đề cử cho chung một vai diễn. Vì là một người hăng hái chơi golf, sau đó ông vô tình làm rụng đầu tượng Oscar trong lúc tập cú golf swing. Trong Thế chiến II, tượng Oscar được làm bằng thạch cao thay vì đồng mạ vàng để giải quyết tình trạng thiếu kim loại thời chiến. Viện Hàn lâm đã tặng cho Fitzgerald một bức tượng thay thế.
Sau Going My Way, Paramount đã ký hợp đồng dài hạn với Fitzgerald. Hãng phim chọn ông đóng vai phụ I Love a Soldier (1944) và được giao một vai trong phim None But the Lonely Heart (1944) của RKO. Tháng 3 năm 1944, Fitzgerald dính líu vào một tai nạn xe hơi làm một phụ nữ tử vong và con gái của cô ấy bị thương. Ông bị truy tố tội ngộ sát, song được tuyên trắng án vào tháng 1 năm 1945 do thiếu bằng chứng.
Trở lại Paramount, Fitzgerald đóng vai phụ hỗ trợ vai chính của Alan Ladd trong phim Two Years Before the Mast, do John Farrow thực hiện vào năm 1944, song mãi đến 1946 mới được phát hành. Ông đóng vai hỗ trợ Betty Hutton trong các phim Incendiary Blonde (1945) và The Stork Club (1945). Giữa thời gian thực hiện hai phim này, ông sắm vai khách mời là chính mình trong phim Duffy's Tavern (1945) và được United Artists mượn để sắm vai chính trong And Then There Were None (1945), dựa trên tiểu thuyết và vở kịch của Agatha Christie. Tháng 1 năm 1945, cát-sê của ông được cho là 75.000 đô la Mỹ cho một phim.
Fitzgerald đóng thêm hai phim nữa cùng John Farrow: California (1947) với Ray Milland và Easy Come, Easy Go (1947) – trong phim này ông xếp đầu về số cát-sê nhận được. Paramount đã cho Fitzgerald tái ngộ với Bing Crosby trong phim Welcome Stranger (1947). Ông một lần nữa sắm vai khách mời là chính mình trong phim Variety Girl (1947).
Mark Hellinger mượn Fitzgerald để đóng vai chính trong phim đề tài cảnh sát The Naked City (1948) của Universal, và phim này đã thành công rực rỡ. Trở lại Paramount, ông tham gia vào các phim The Sainted Sisters (1948) và Miss Tatlock's Millions (1948), rồi lần thứ ba hợp tác đóng phim với Crosby trong Top o' the Morning (1949).
Fitzgerald tới Warner Bros. để đóng phim The Story of Seabiscuit (1949) với Shirley Temple, rồi sang diễn phim Union Station (1950) với William Holden và Silver City (1951) với Yvonne de Carlo. Ông có đầu đóng truyền hình với một tập phim của The Ford Theatre Hour mang tên "The White-Headed Boy" vào năm 1950.

### Cuối sự nghiệp
Fitzgerald sang Ý để thủ vai trong phim hài Ha da venì... don Calogero (1952). John Ford đề tên ông xếp thứ ba về lượng cát-sê trong phim kinh điển The Quiet Man (1952) được ghi hình ở Ireland. Rồi ông đóng chung với De Carlo và David Niven trong phim Happy Ever After (1954).
Fitzgerald đóng truyền hình trong một số tập phim của Lux Video Theatre, General Electric Theater và Alfred Hitchcock Presents. Ông sắm vai phụ trong phim The Catered Affair (1956) của MGM và đứng đầu về số cát-sê trong phim hài Rooney (1958) của Anh. Fitzgerald đứng đầu số diễn viên nhận cát-sê trong phim hài Ireland Broth of a Boy (1959).

### Những năm cuối đời
Fitzgerald chưa bao giờ kết hôn. Ở Hollywood, ông ở chung căn hộ với người đóng thế Angus D. Taillon (mất năm 1953). Năm 1959, Fitzgerald trở về sống ở Dublin, ông trú tại số 2 Seafield Ave, Monkstown. Tháng 10 năm ấy, ông trải qua ca phẫu thuật não. Ông dường như hồi phục song đến cuối năm 1960 lại nhập viện. Ông mất vì đau tim tại Bệnh viện St Patrick's, Phố James vào ngày 4 tháng 1 năm 1961.
Fitzgerald sở hữu hai ngôi sao trên Đại lộ Danh vọng Hollywood. Một ngôi sao ở số 6252 Hollywood Boulevard cho mảng điện ảnh và ngôi sao kia tại số 7001 Hollywood Boulevard cho mảng truyền hình.

## Danh sách phim
| Năm  | Tựa phim                    | Vai diễn                      | Ghi chú | Nguồn  |
| ---- | --------------------------- | ----------------------------- | --- | ------ |
| 1924 | Land of Her Fathers         |                               | |        |
| 1930 | Juno and the Paycock        | The Orator                    | |        |
| 1935 | Guests of the Nation        | Tù binh người Anh             | | [ 27 ] |
| 1936 | The Plough and the Stars    | Fluther Good                  | |        |
| 1937 | Ebb Tide                    | Huish                         | |        |
| 1938 | Bringing Up Baby            | Ông Gogarty                   | | [ 28 ] |
| 1938 | Four Men and a Prayer       | Trooper Mulcahay              | |        |
| 1938 | Marie Antoinette            | Peddler                       | Không đề tên | [ 29 ] |
| 1938 | The Dawn Patrol             | Bott                          | |        |
| 1939 | Pacific Liner               | Britches                      | |        |
| 1939 | The Saint Strikes Back      | Zipper Dyson                  | |        |
| 1939 | Full Confession             | Michael O'Keefe               | |        |
| 1940 | The Long Voyage Home        | Cocky                         | với John Wayne. | [ 30 ] |
| 1940 | The San Francisco Docks     | The Icky                      | |        |
| 1941 | The Sea Wolf                | Cooky                         | với Edward G. Robinson, John Garfield và Ida Lupino | [ 31 ] |
| 1941 | How Green Was My Valley     | Cyfartha                      | | [ 32 ] |
| 1941 | Tarzan's Secret Treasure    | O'Doul                        | với Johnny Weissmuller. |        |
| 1943 | The Amazing Mrs. Holliday   | Timothy Blake                 | |        |
| 1943 | Two Tickets to London       | Thuyền trưởng McCardle        | |        |
| 1943 | Corvette K-225              | Stooky O'Meara                | |        |
| 1944 | Going My Way                | Father Fitzgibbon             | Giải Oscar cho nam diễn viên phụ xuất sắc nhất Giải Quả cầu vàng cho nam diễn viên điện ảnh phụ xuất sắc nhất Giải của Hội phê bình phim New York cho nam diễn viên xuất sắc nhất Đề cử–Giải Oscar cho nam diễn viên chính xuất sắc nhất | [ 33 ] |
| 1944 | I Love a Soldier            | Murphy                        | |        |
| 1944 | None but the Lonely Heart   | Henry Twite                   | | [ 34 ] |
| 1945 | Incendiary Blonde           | Michael 'Mike' Guinan         | |        |
| 1945 | Duffy's Tavern              | Bing Crosby's Father          | |        |
| 1945 | And Then There Were None    | Judge Francis J. Quinncannon  | |        |
| 1945 | The Stork Club              | Jerry B. 'J.B.'/'Pop' Bates   | |        |
| 1946 | Two Years Before the Mast   | Terrence O'Feenaghty          | |        |
| 1947 | California                  | Michael Fabian                | |        |
| 1947 | Easy Come, Easy Go          | Martin L. Donovan             | |        |
| 1947 | Welcome Stranger            | Dr. Joseph McRory             | |        |
| 1947 | Variety Girl                | Chính ông                     | |        |
| 1948 | The Naked City              | Thám tử/thanh tra Dan Muldoon | | [ 32 ] |
| 1948 | The Sainted Sisters         | Robbie McCleary               | |        |
| 1948 | Miss Tatlock's Millions     | Denno Noonan                  | |        |
| 1949 | Top o' the Morning          | Sergeant Briany McNaughton    | |        |
| 1949 | The Story of Seabiscuit     | Shawn O'Hara                  | |        |
| 1950 | Union Station               | Điều tra viên Donnelly        | |        |
| 1951 | Silver City                 | R.R. Jarboe                   | |        |
| 1952 | Ha da venì... don Calogero! | Don Calogero                  | |        |
| 1952 | The Quiet Man               | Michaleen Oge Flynn           | với John Wayne. | [ 35 ] |
| 1952 | Lux Video Theatre           | Barry Flynn                   | Tập: "The Man Who Struck It Rich" |        |
| 1954 | Tonight's the Night         | Thady O'Heggarty              | |        |
| 1955 | Alfred Hitchcock Presents   | Harold 'Stretch' Sears        | Mùa một tập 12: "Santa Claus and the Tenth Avenue Kid" |        |
| 1956 | The Catered Affair          | Chú Jack Conlon               | |        |
| 1958 | Rooney                      | Ông nội                       | |        |
| 1959 | Broth of a Boy              | Patrick Farrell               | |        |

## Xuất hiện trên đài phát thanh
| Năm  | Chương trình      | Tập/nguồn          |
| ---- | ----------------- | ------------------ |
| 1952 | Lux Radio Theatre | Top o' the Morning |